# Akrav israchanani
Famille
Genre
Espèce
Akrav israchanani, unique représentant du genre Akrav et de la famille des Akravidae, est une espèce probablement éteinte de scorpions.

## Distribution

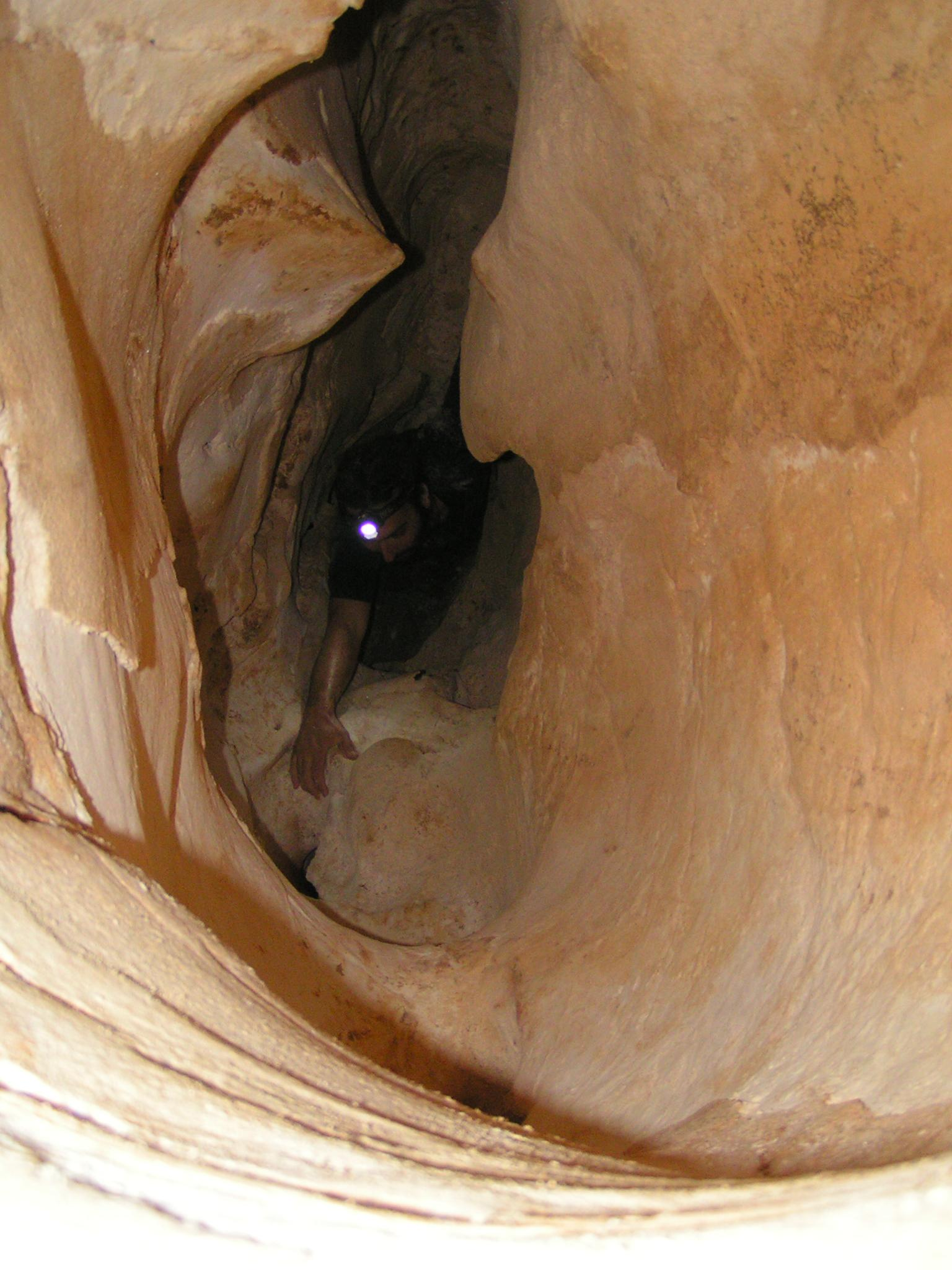
Vue de la caverne d'Ayalon

Cette espèce était endémique de la caverne d'Ayalon (he) à Ramla en Israël.
Cette caverne est située sous une couche de craie où les eaux de pluie ne s'infiltrent pas. Elle fait environ 2 kilomètres de longueur. Dans cette caverne vivent diverses espèces reliques du Cénozoïque.

## Description
Ce scorpion est anophthalme et montre des caractéristiques typiques des troglobies. Les spécimens retrouvés font environ 50 millimètres de longueur, et ont une couleur brunâtre.
Cette espèce a été découverte sous forme d'une vingtaine d'exosquelettes non fossilisés.
Elle n'est actuellement connue que par de spécimens morts, probablement pour cause d'assèchement de la grotte par sur-pompage de la nappe phréatique dans les années 1960 à 1990, mais dans un état de conservation exceptionnelle.

## Publication originale
- Levy, 2007 : The first troglobite scorpion from Israel and a new chactoid family (Arachnida: Scorpiones), Zoology in the Middle East, vol. 40, p. 91-96 (en).